# 阮庆全
阮庆全（1905年8月1日—1993年12月9日），汉名黄正光，越南与中国的革命者，越南民主共和国教育部副部长、国家社会科学院院长。

## 生平
1905年8月1日，阮庆全生于乂安省荣市一个贫农家庭，籍贯今属承天顺化省香茶市社香春社清凉村。
1926年从印度支那师范学院（Trường Cao đẳng Sư phạm Đông Dương）毕业，开始了反法革命生涯。遭到殖民地当局通缉。1927年被捕，判刑两个月。1928年向中圻钦使申请赴法许可。在法国由胡志明介绍加入法共。1929年被法国共产党推荐赴苏联学习。1930年以学位论文《印度支那十八世纪农民战争——西山起义》从莫斯科东方大学获得苏联副博士。后在共产国际任印度支那副代表。1939年到延安，改名为黄正光，在中国人民抗日军政大学教授世界革命史、国际共产主义运动史和俄文，任延安大学俄文系主任，该系并入延安俄文学校后担任专任教师。
1946年回到越南，任越南民主共和国教育部副部长。1960年任国家社会科学委员会副主席。1967年任越南社会科学研究院院长至1982年退休。
越劳党第三届候补中委（1960年—1976年）。第二届、第三届国会议员(1960年—1971年)。苏联科学院与民主德国科学院外籍院士。
熟练掌握法语、英语、俄语、汉语与德语。
在国内外发表400多篇论文。专著有：
- Vài nhận xét về thời kỳ từ cuối Lê đến đầu nhà Nguyễn Gia Long（1954）
- Đại cương về văn học sử Việt Nam（1954）
- Vấn đề dân tộc trong cách mạng vô sản（1960）
- Xung quanh một số vấn đề về văn học và giáo dục（1972）

## 家人
- 夫人伍真，又名任青莲，在延安时与阮庆全结婚，生有二女，即伍安娜、伍白兰。
- 长女伍安娜：1943年生于延安，北京育才小学、中央音乐学院附中、中央音乐学院毕业，1973年分配到总政歌剧团工作，1986年转业。1993年与丈夫徐锡宜（国家一级作曲、指挥）自筹资金从北京12所中央院团中遴选出40余名合唱精英创办中国音协爱乐男声合唱团。[2]
- 次女伍白兰：中信集团顾问，爱立信公司中国荣誉顾问，法国皮尔卡丹公司中国顾问。著有《山水相依：一个异国家庭的离合悲欢》，:天地图书有限公司，2000年版。